# Pitcairnia elvirae
Pitcairnia elvirae là một loài thực vật có hoa trong họ Bromeliaceae. Loài này được D.C.Taylor & H.Rob. miêu tả khoa học đầu tiên năm 1999.

## Hình ảnh

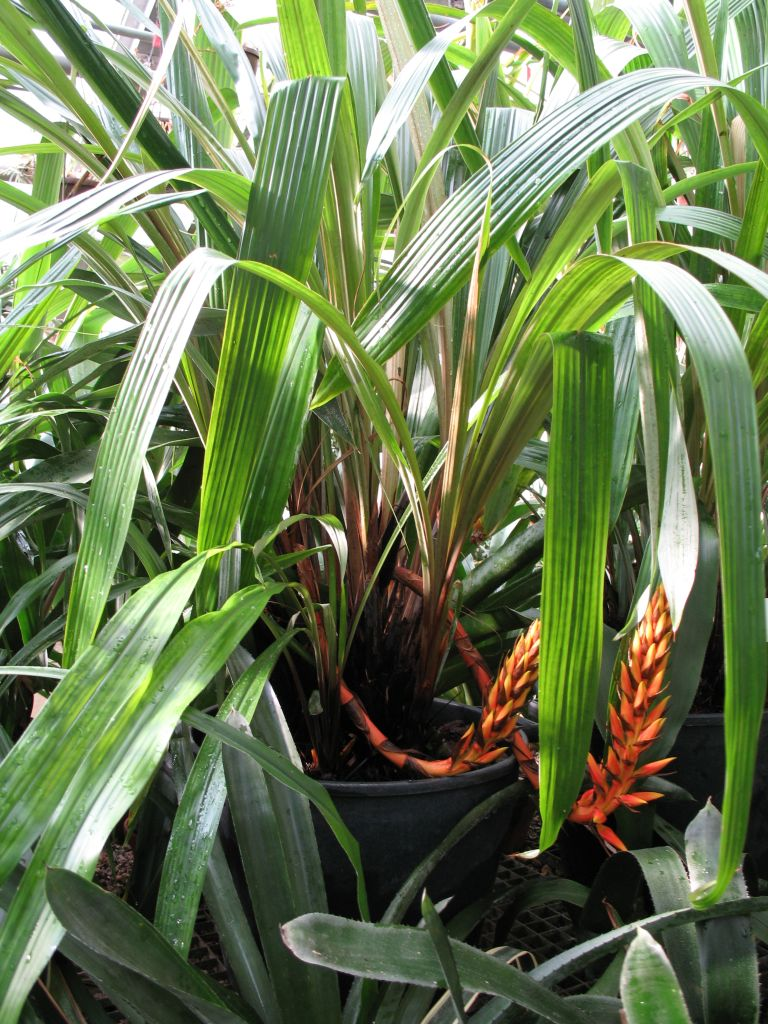
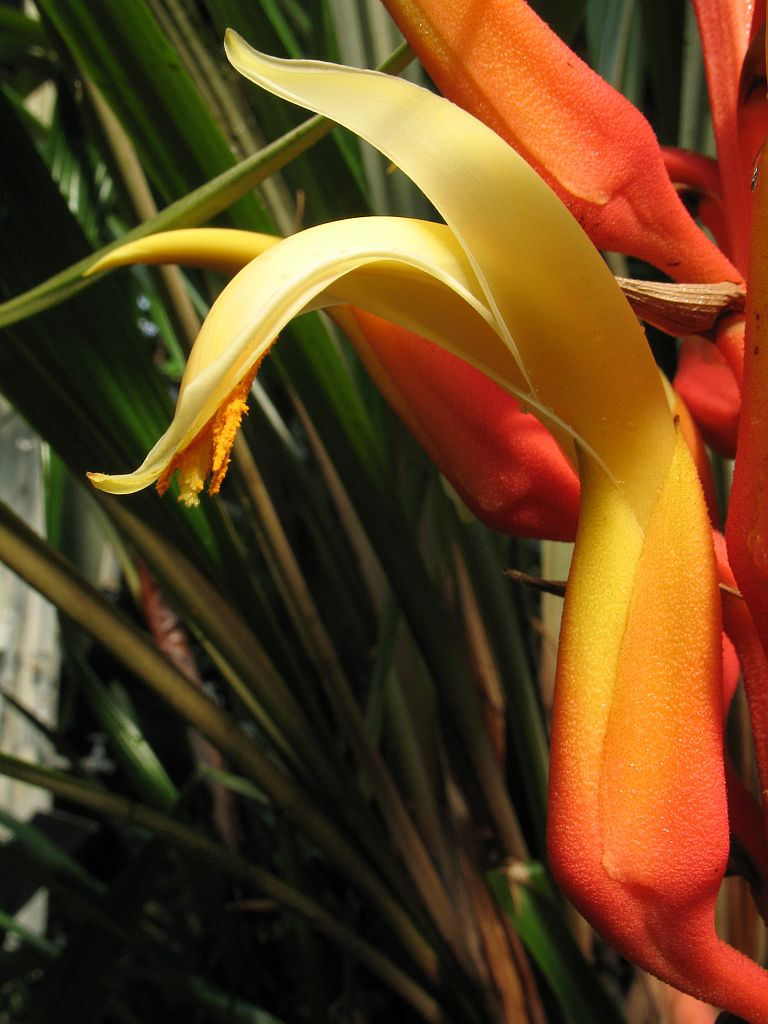
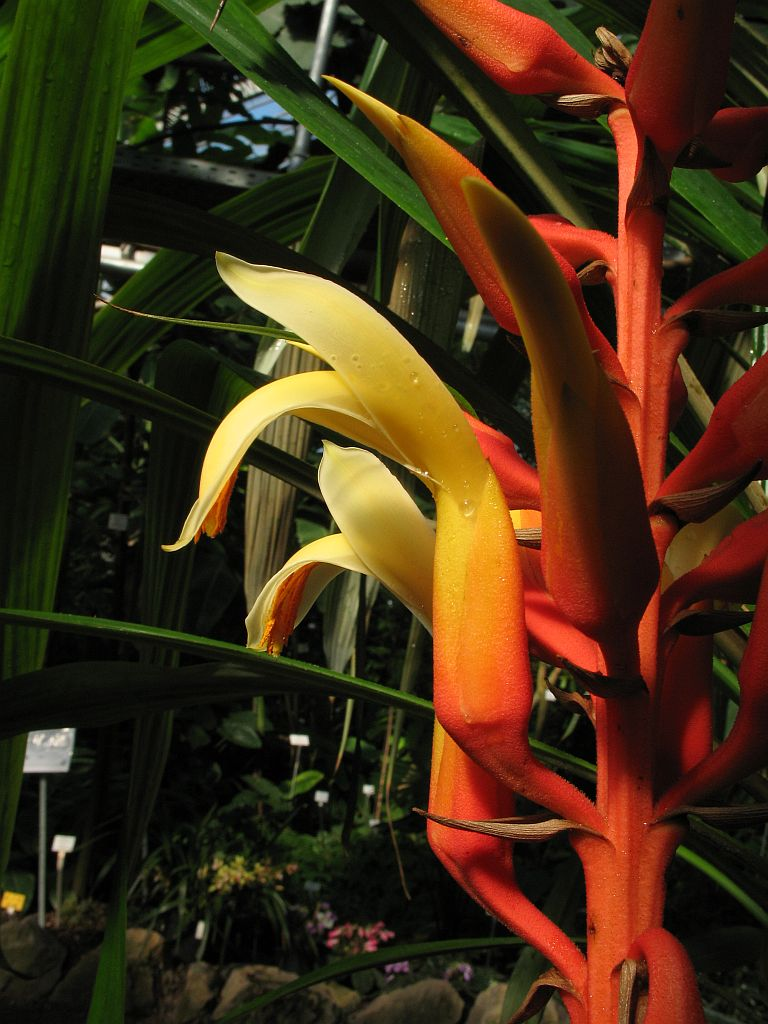
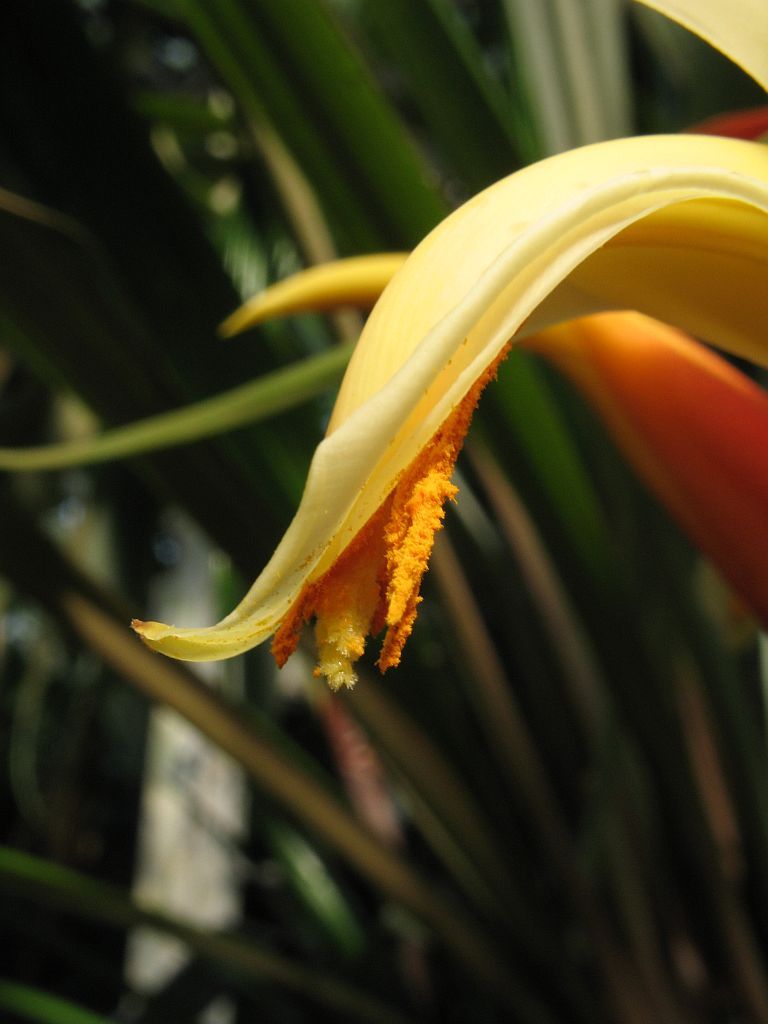